# BeIA
BeIA(BeOS for Internet Appliances)는 Be사의 임베디드 시스템용 BeOS 운영 체제의 초소형 버전이다.
BeIA 시스템은 브라우저 기반 인터페이스를 사용자에게 제공한다. 이 브라우저는 오페라 4.0 코드에 기반을 두었으며 Wagner라는 이름이 붙었다. 부팅 시에 Tracker와 Deskbar를 실행하는 BeOS와 달리 BeIA OS는 오페라 브라우저 인터페이스에서 바로 부팅한다.(이후의 크롬 OS와 매우 비슷함) BeIA를 표준 BeOS와 비슷한 인터페이스로 부팅하는 것이 가능하지만 그렇게 하는 일에는 특별한 지식이 필요하다.

## 버전
다음의 BeIA 버전이 시스템 개발 단계에서 개발자들에게 출시되었다.
- Pre 1.0 빌드 - 4.5.2로 보고됨.
- 1.0 베타 9
- 1.0 RC(출시 후보)
- 1.0
- 2.0

## BeIA 장치 목록
- Sony eVilla - BeIA가 미리 적재된 홈 웹 터미널로서 판매됨
- 컴팩 IA-1 - BeIA / MSN Companion과 함께 판매됨.
- HARP - 컴퓨터는 아니며 오디오 스트리밍 터미널을 위한 표준으로, 일부 스토어에서 버진에 의해 사용됨
- 프로뷰(Proview) iPAD (PI-520B)
- DT Research DT-300 (NB. DT-325은 나이후 2.0 베타와 함께 사용됨)
- BeIA 구동 하드웨어 (공식 / 비공식)

## 같이 보기
- BeOS